# Giovanni Giacomazzi
Giovanni Giacomazzi (18. leden 1928 San Martino di Lupari, Italské království – 12. prosinec 1995 Milán, Itálie) byl italský fotbalový obránce.
Fotbalovou kariéra začal v Interu v roce 1949. Vyhrál s ní dva tituly (1952/53, 1953/54). V roce 1957 odešel hrát do Alessandrie, kde zůstal sedm let. Kariéru ukončil v roce 1966 v regionální lize v klubu Meda.
Za reprezentaci odehrál osm utkání. Byl na mistrovství světa 1954.

## Hráčská statistika
| Sezóna  | Klub        | Liga    | Liga   | Liga | Ligové poháry | Ligové poháry | Ligové poháry | Kontinentální poháry | Kontinentální poháry | Kontinentální poháry | Celkem | Celkem |
| Sezóna  | Klub        | Soutěž  | Zápasy | Góly | Soutěž        | Zápasy        | Góly          | Soutěž               | Zápasy               | Góly                 | Zápasy | Góly   |
| ------- | ----------- | ------- | ------ | ---- | ------------- | ------------- | ------------- | -------------------- | -------------------- | -------------------- | ------ | ------ |
| 1949/50 | Inter       | Serie A | 8      | 0    | -             | 0             | 0             | -                    | 0                    | 0                    | 8      | 0      |
| 1950/51 | Inter       | Serie A | 24     | 0    | -             | 0             | 0             | -                    | 0                    | 0                    | 24     | 0      |
| 1951/52 | Inter       | Serie A | 24     | 1    | -             | 0             | 0             | -                    | 0                    | 0                    | 24     | 1      |
| 1952/53 | Inter       | Serie A | 33     | 1    | -             | 0             | 0             | -                    | 0                    | 0                    | 33     | 1      |
| 1953/54 | Inter       | Serie A | 29     | 0    | -             | 0             | 0             | -                    | 0                    | 0                    | 29     | 0      |
| 1954/55 | Inter       | Serie A | 32     | 1    | -             | 0             | 0             | -                    | 0                    | 0                    | 32     | 1      |
| 1955/56 | Inter       | Serie A | 30     | 0    | -             | 0             | 0             | -                    | 0                    | 0                    | 30     | 0      |
| 1956/57 | Inter       | Serie A | 28     | 0    | -             | 0             | 0             | Vel. p               | 3                    | 0                    | 31     | 0      |
| 1957/58 | Alessandria | Serie A | 27     | 0    | IP            | 5             | 0             | -                    | 0                    | 0                    | 32     | 0      |
| 1958/59 | Alessandria | Serie A | 18     | 0    | IP            | 0             | 0             | -                    | 0                    | 0                    | 18     | 0      |
| 1959/60 | Alessandria | Serie A | 34     | 1    | IP            | 2             | 0             | Stř. p.              | 1                    | 0                    | 37     | 1      |
| 1960/61 | Alessandria | Serie B | 36     | 0    | IP            | 1             | 0             | -                    | 0                    | 0                    | 37     | 0      |
| 1961/62 | Alessandria | Serie B | 28     | 0    | IP            | 1             | 0             | -                    | 0                    | 0                    | 29     | 0      |
| 1962/63 | Alessandria | Serie B | 20     | 0    | IP            | 0             | 0             | -                    | 0                    | 0                    | 20     | 0      |
| 1963/64 | Alessandria | Serie B | 6      | 0    | IP            | 1             | 0             | -                    | 0                    | 0                    | 7      | 0      |
| Celkem  | Celkem      | Celkem  | 377    | 4    | -             | 10            | 0             | -                    | 4                    | 0                    | 391    | 4      |

## Hráčské úspěchy

### Klubové
- 2× vítěz 1. italské ligy (1952/53, 1953/54)

### Reprezentační
- 1× na MS (1954)
- 1× na MP (1955–1960)